# カット・ウィリアムズ
カット・ウィリアムズ（Katt Williams,  1971年9月2日 - ）は、アメリカ合衆国の俳優・コメディアン・ラッパーである。

## 来歴
1971年、オハイオ州シンシナティに生まれる。地元シンシナティでスタンダップコメディアンとしてキャリアをスタート。ナイトクラブなどでステージに立っていたが、徐々にシンシンティ以外のクラブでもコメディ・ライブを行うようになり、次第にその名が知れ渡っていった。コメディアンとして活躍する一方で、2002年にテレビドラマシリーズ『NYPDブルー』で俳優としてのデビューも果たす。同年には『Friday After Next』というコメディ映画で映画デビューもした。2009年にウィリアムズ自身のコメディ・アルバム『It's Pimpin' Pimpin'』も発売されている。音楽界においてもラッパーとして活動しており、2006年にはヒップホップ音楽ユニットのディプロマッツへも参加したが、正式なメンバー契約は行っていない。

### スキャンダル
2006年にロサンゼルスの空港でブリーフケースの中に拳銃を持っていたことにより逮捕されている。3年の執行猶予を言い渡され、起訴はされなかった。2009年、ジョージア州アトランタで、空き巣を働いたとして警察に逮捕された。警察当局の発表によると、現金3555ドル相当と記念硬貨を盗んだ疑いだった。それ以外にもいくつかの警察沙汰のトラブルを起こしている。

## 出演作品

### 映画
- Friday After Next (2002)
- Choices 2 (2004) ※ビデオ映画
- Treasure n tha Hood (2005)
- Ganked (2005)
- リバウンド Rebound (2005)
- It Ain't Easy (2006) ※ビデオ映画
- Behind the Smile (2006)
- 鉄板英雄伝説 Epic Movie (2007)
- マッド・ファット・ワイフ Norbit (2007)
- The Perfect Holiday (2007)
- 悪党（ワル）にもラブソングを! First Sunday (2008)
- Bigg Snoop Dogg Presents: The Adventures of Tha Blue Carpet Treatment (2008)
- Lonely Street (2009)
- Young American Gangstas (2009)
- キャッツ & ドッグス 地球最大の肉球大戦争 Cats & Dogs: The Revenge of Kitty Galore (2010)
- The Obama Effect (2012)
- Scary Movie 5 Scary Movie 5 (2013)
- School Dance (2014)
- Katt Williams: Priceless: Afterlife (2014)

### テレビドラマ
- NYPDブルー NYPD Blue (2002)
- My Wife and Kids (2004, 2005)
- Cuts (2005)
- Nick Cannon Presents: Short Circuitz (2007)

### テレビアニメ
- ブーンドックス The Boondocks (2005, 2007, 2008)

### ゲーム
- Grand Theft Auto Ⅳ (2008)